# اكمة الجرين (السبرة)

تعديل مصدري - تعديل

اكمة الجرين محلة تابعة لقرية الجرف، التابعة لعزلة زبيد بمديرية السبرة إحدى مديريات محافظة إب في الجمهورية اليمنية.، بلغ تعداد سكانها 156 حسب تعداد اليمن لعام 2004.